# Pontenx-les-Forges
Pontenx-les-Forges is een gemeente in het Franse departement Landes (regio Nouvelle-Aquitaine). De plaats maakt deel uit van het arrondissement Mont-de-Marsan. Pontenx-les-Forges telde op 1 januari 2022 1.737 inwoners.

## Geografie
De oppervlakte van Pontenx-les-Forges bedroeg op 1 januari 2022 80,62 vierkante kilometer; de bevolkingsdichtheid was toen 21,5 inwoners per km².

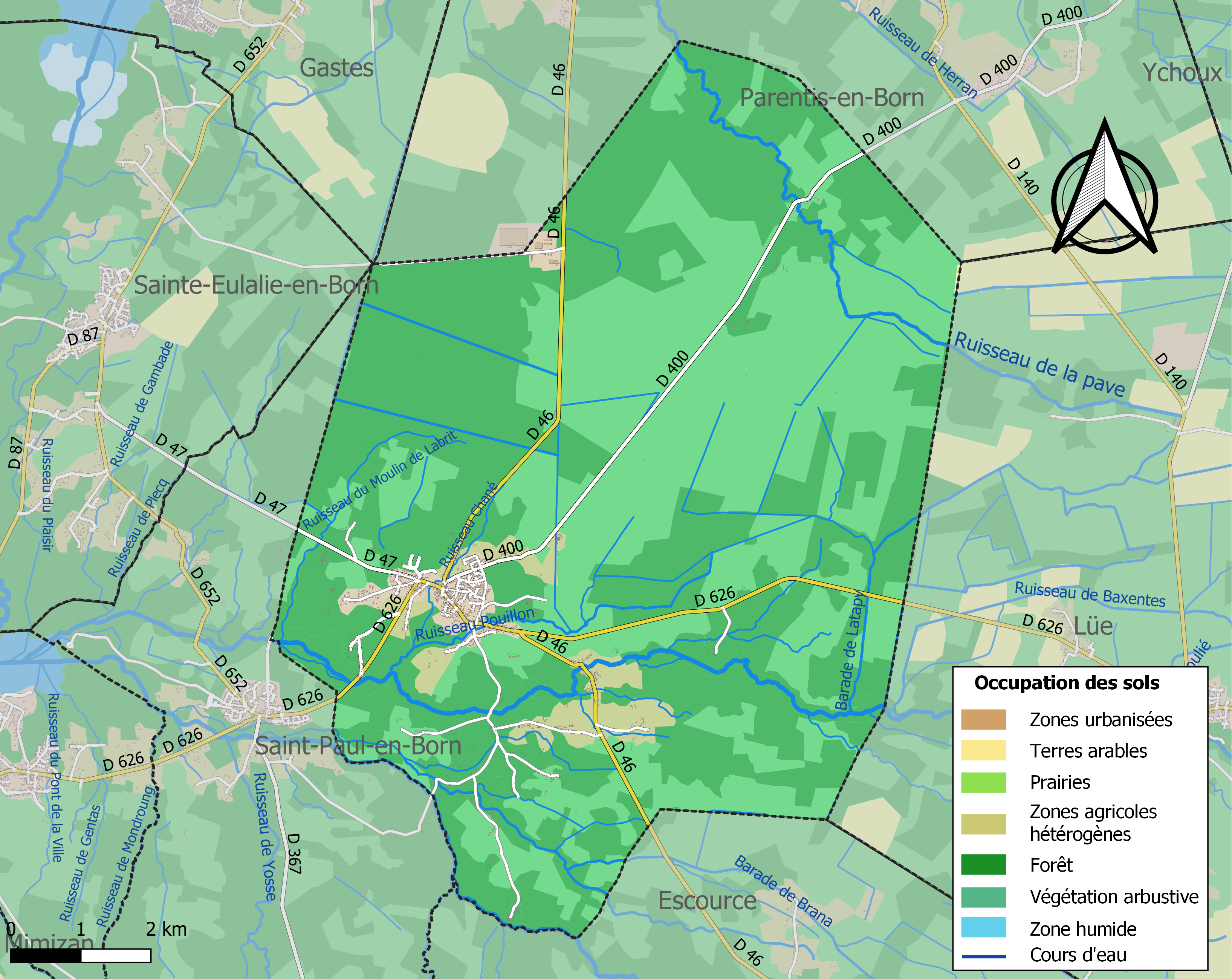
Kaart van de gemeente met de belangrijkste infrastructuur, bodemgebruik en omliggende gemeenten

## Demografie
Onderstaande figuur toont het verloop van het inwonertal (bron: INSEE-tellingen).